# Ohain (België)
Ohain (Waals: Ohin) is een dorp in de Belgische provincie Waals-Brabant en een deelgemeente van de gemeente Lasne. Ohain ligt in het noorden van de fusiegemeente. Het gemeentehuis en de gemeentelijke administratie van Lasne zijn in Ohain gevestigd.

## Geschiedenis
Ohain was tot 1 januari 1977 een zelfstandige gemeente, en werd toen opgenomen in de nieuwe fusiegemeente Lasne.

## Geografie
De deelgemeente telt naast de oude dorpskern van Ohain nog diverse gehuchten en wijken zoals Ransbeck (Haute-Ransbeck en Bas-Ransbeck), Hannonsart, Odrimont, Chaubrire, la Brire, Manhattan, Bois Héros, les Baraques, le Boricar en Gros Tienne.

## Bezienswaardigheden
- De romaanse Sint-Stefanuskerk (Église Saint-Étienne), waarvan de toren in 1936 werd beschermd als monument. Het geheel van de kerk en haar omgeving werd als landschap beschermd in 1962; en de gehele kerk werd ten slotte als monument beschermd in 1983.
- Het Gemeenteplein (Place Communale), in 1959 als landschap beschermd. Op het plein bevindt zich onder meer een muziekkiosk en herdenkingsmonument voor de broers Louis Mascart en Antoine Mascart, beiden oud-burgemeester, en Julien Mascart.
- Het Château La Hyette is een bakstenen bouwwerk in eclectische stijl, gebouwd in 1884.Ook dit is gelegen aan het Place Communale.
- Het Kasteel van Ohain is een voormalige herenzetel met een 18e-eeuwse classicistische ingangspartij. De kern van het kasteel is 17e-eeuws maar in navolgende eeuwen werden er wijzigingen aangebracht.
- De Moulin d'Argenteuil is een standerdmolen van 1794-1795. In 1821 werd hij van Edingen naar Ohain overgebracht. In 2016 werden de roeden uit veiligheidsoverwegingen verwijderd. De molen staat vlak bij het Kasteel van Argenteuil.
- De Moulin Banal d'Ohain is een voormalige watermolen op de Ohain, herbouwd tot woning.
- De Moulin du Try Bara is een voormalige watermolen.
- Zie ook: Ransbeck

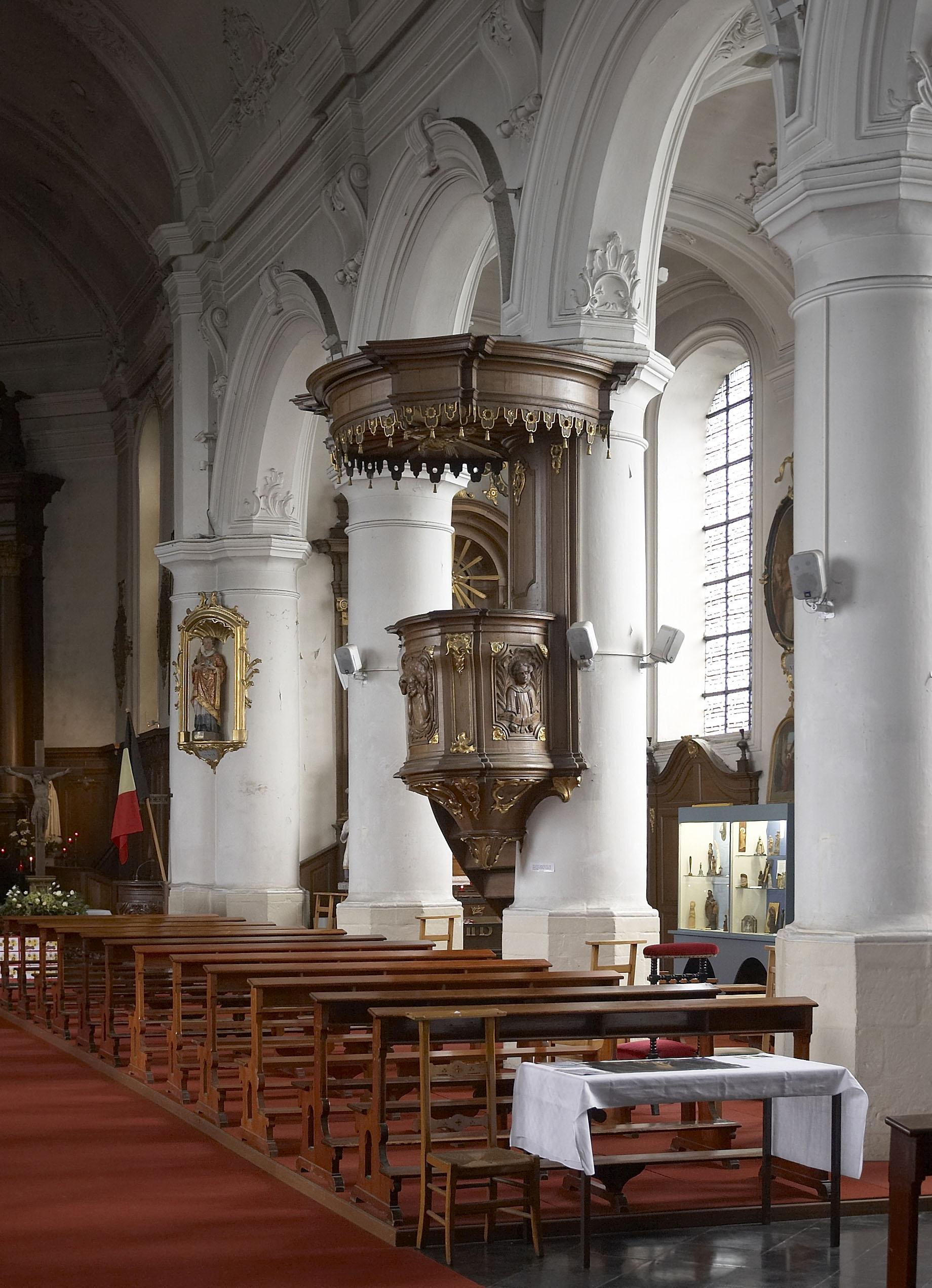
Sint-Stefanuskerk
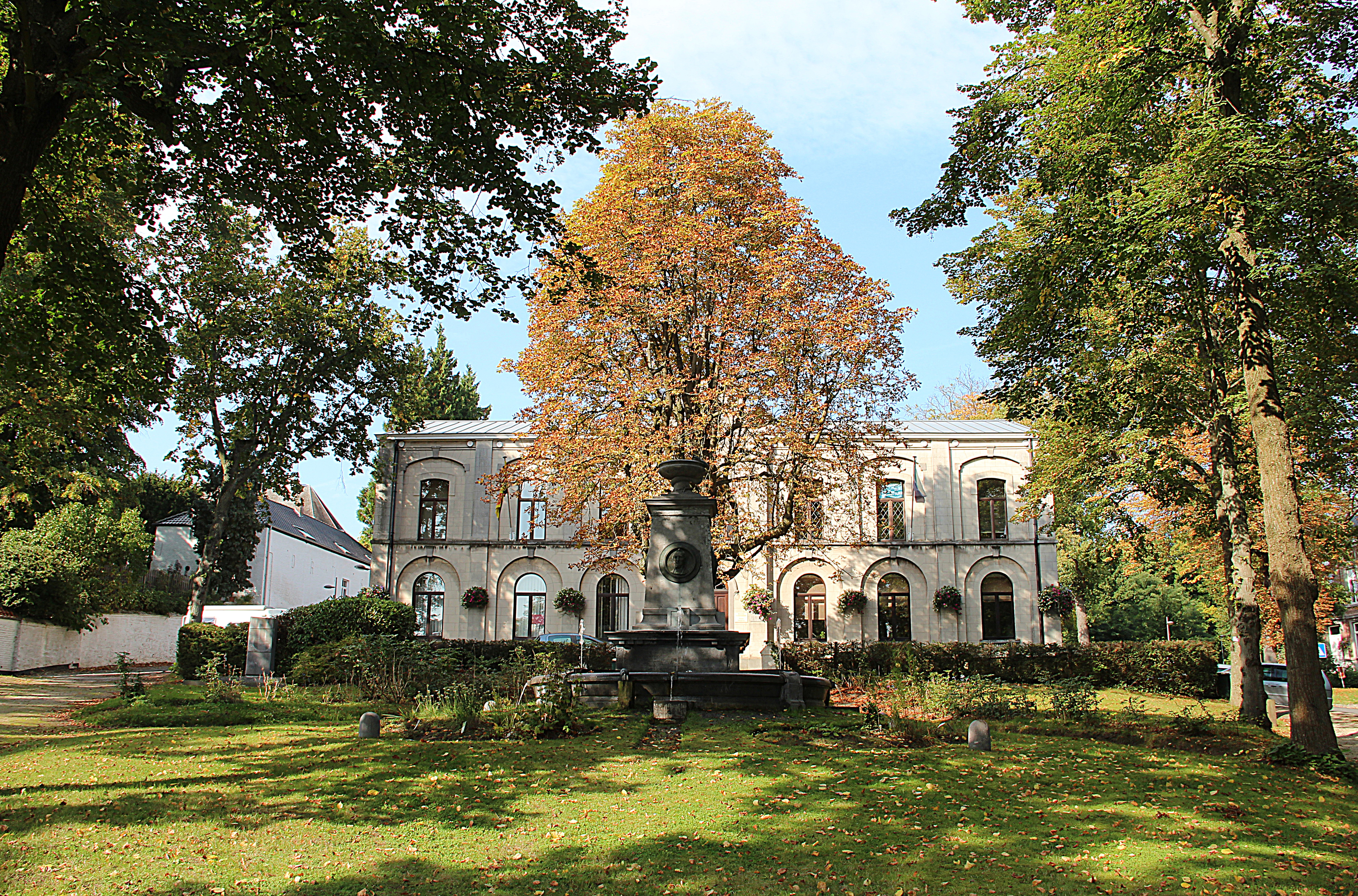
Place Communale (Gemeenteplein)
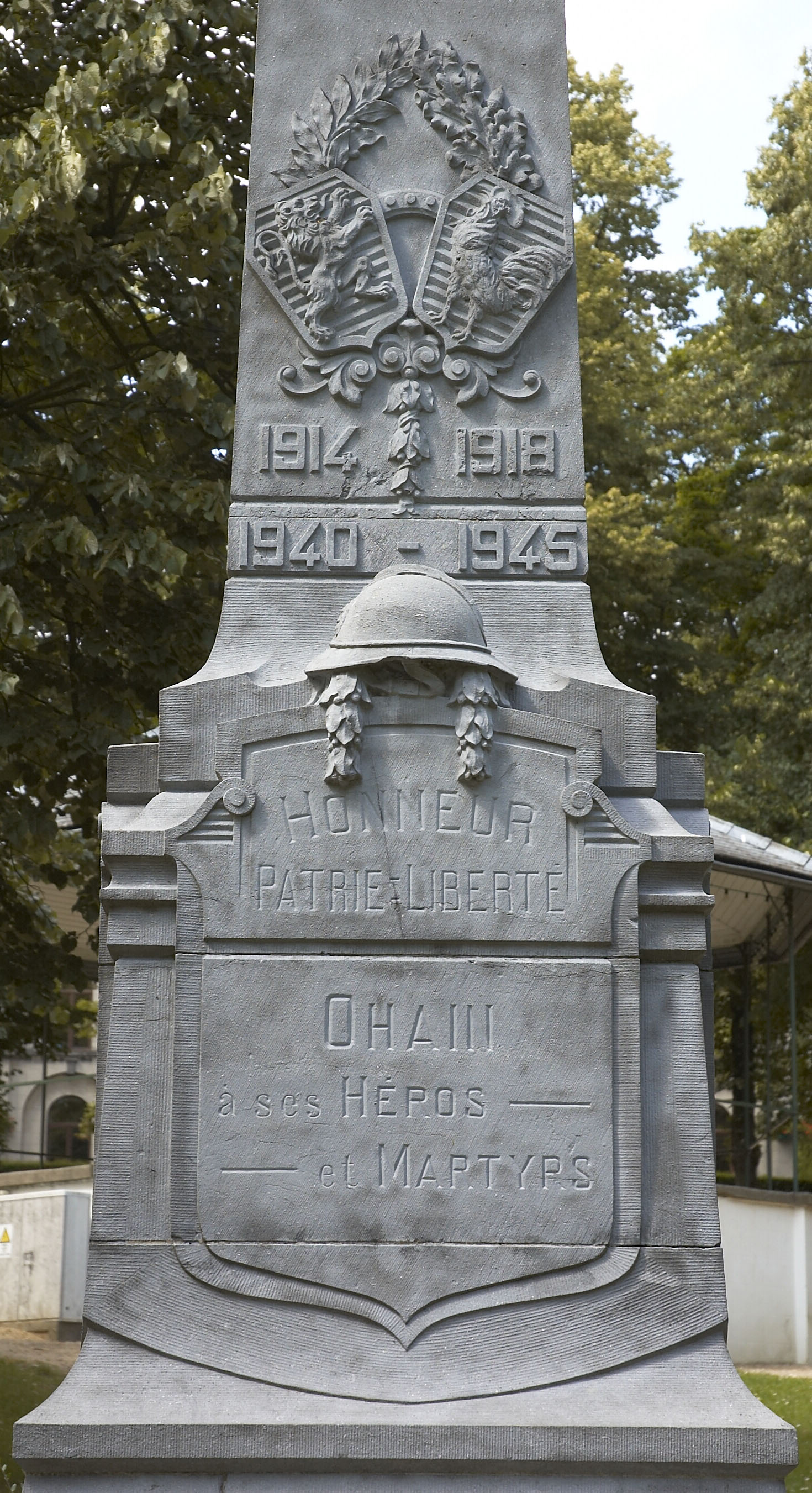
Oorlogsmonument

## Natuur en landschap
Langs Ohain loopt de Smohain die uitmondt in de Laan. Bij Ohain ligt het Bois d'Ohain. De hoogte aan de Sint-Stefanuskerk is 86 meter.

## Demografische ontwikkeling
- Bronnen:NIS, Opm:1831 tot en met 1970=volkstellingen, 1976= inwonersaantal op 31 december

## Politiek
Ohain had een eigen gemeentebestuur en burgemeester tot de fusie van 1977. Burgemeesters waren onder andere:
- 1819-1840 : Antoine Mascart (vader)
- 1840-1887 : François Antoine Mascart (zoon)
- 1887-1888 : Louis Mascart
- 1913-1914 : Pierre Van Hoegaerden
- 1933-1958 : Raymond Van Hoegaerden
- 1970-1976 : Alfred Vandercam

## Trivia
Het succesalbum Midnight Love van Marvin Gaye (met onder andere de hit "Sexual Healing") is opgenomen in de studio's van Marc Aryan te Ohain.

## Nabijgelegen kernen
Lasne, Rixensart, Terhulpen, Waterloo
Deelgemeenten: Couture-Saint-Germain · Lasne-Chapelle-Saint-Lambert · Maransart · Ohain · Plancenoit

Overige kernen: Chapelle-Saint-Lambert · Lasne · Ransbeck

Belgische gemeenten · Arrondissement Nijvel · Waals-Brabant · Wallonië